# Primo (vescovo)
Primo talvolta seguito da numerazione come Primo II in quanto in alcune ricostruzioni storiche parrebbe essere esistito un vescovo acquese omonimo alla fine VI secolo (X secolo – 23 marzo 1018) è stato un vescovo italiano, vescovo della diocesi di Acqui dal 989 al 1018.

## Biografia
Eletto vescovo nel 989 a Primo si attribuisce la ricostruzione della chiesa di San Pietro e dell'inizio della costruzione della cattedrale di Santa Maria Assunta nella quale alla morte verrà sepolto e che verrà poi completata da uno dei suoi successori: Guido d'Acqui.
Il 20 aprile 996 riceve da Ottone III un diploma di protezione in si cui concedeva al vescovo la signoria sui comuni di Cavatore, Strevi, Cassine e le loro pievi. Sempre nel 996 riceve in dono da Gugliemo e Riprando d'Aleramo alcuni possedimenti nei dintorni di Acqui probabilmente nel contesto di una controversia riguardante i diritti del vescovado nei confronti dell'abbazia di Spigno.
Nel 998 tramite bolla di Papa Gregorio V al vescovo in qualità di principe del Sacro Romano Impero veniva riconosciuto il diritto di partecipare come membro alla Dieta per l'elezione dell'imperatore. 
Nel 1014 Primo si trovava a Milano a ratificare con gli altri vescovi milanesi la creazione della diocesi di Bobbio.
Infine viene segnalato che nel marzo 1018 il vescovo di Acqui avrebbe consacrato il vescovo Ariberto, contraddicendo la data della morte desunta da Gregorio Pedroca dalla pergamena del XI secolo da cui abbiamo buona parte della cronotassi degli antichi vescovi acquesi.